# Контактный автокросс
Контактный автокросс (также называемый «гонки на выживание») — дисциплина автоспорта, в которой официально разрешена контактная борьба. Запрещены только умышленные удары в стоящий автомобиль и в область водительской двери автомобиля. Соревнования проходят преимущественно на грунтовых трассах летом и ледяных — зимой.

## Особенности автомобилей для контактного автокросса
Автомобили для участия в контактном автокроссе оснащены каркасом безопасности, спортивными сиденьями и ремнями безопасности. Также необходим пожаробезопасный бензобак, расположенный в защищенном от ударов месте. Обычно усиливается трубами не только салон автомобиля, но и моторный отсек для защиты от ударов. Некоторые участники переносят радиатор и аккумулятор в салон. Пластиковые и металлические детали с автомобиля снимаются.

## Контактный автокросс в России
Гонки на выживание как дисциплина автоспорта официально зарегистрированы РАФ, существует технический регламент, ранее проводился чемпионат России. В настоящее время соревнования проводятся в городах:
- Москва
- Калуга
- Ульяновск
- Видное